# ツネイシブルーパイレーツ
ツネイシブルーパイレーツは、広島県福山市に本拠地を置き、日本野球連盟に加盟している社会人野球の企業チームである。

## 概要
1971年に『常石鉄工硬式野球部』として創部。当時の本拠地は広島県沼隈郡沼隈町。2005年、市町村合併に伴い本拠地が広島県福山市となる。
2007年、常石造船が常石鉄工を含めた関連会社10社を吸収合併し、持株会社ツネイシホールディングスが発足。それに伴い、チーム名を『ツネイシホールディングス野球クラブ』に改称した。
2010年、チーム名を『ツネイシ硬式野球部』に改称した。
2017年、チーム名を『ツネイシブルーパイレーツ』に改称した。
都市対抗野球、日本選手権ともに出場経験はない。2013年の第39回社会人野球日本選手権大会予選、2022年の第47回社会人野球日本選手権大会予選では中国第1代表決定戦に進出したが、そこから2連敗して全国大会初出場を逃している。

## 主な出身プロ野球選手
- 世良賢治（捕手） - 1973年ドラフト3位でヤクルトスワローズに入団
- 藤原克巳（捕手） - 1974年ドラフト外で広島東洋カープに入団
- 青山忠司（外野手） - 1978年ドラフト外で南海ホークスに入団
- 柴原実（外野手） - 1982年ドラフト4位で阪急ブレーブスに入団
- 渡辺伸彦（投手） - 1988年ドラフト5位で阪神タイガースに入団

## 元プロ野球選手の競技者登録
- 片山博 - 監督→退団（元：広島東洋カープ他）
- 柴原実 - コーチ→退団（元：オリックス・ブルーウェーブ）
- 岡上和典 - コーチ（元：広島東洋カープ）